# Uwe Neuhaus
Uwe Neuhaus (né le 26 novembre 1959 à Hattingen) est un footballeur allemand devenu entraîneur . 

## Carrière d'entraîneur

### 1995-2006: Débuts de carrière
Après avoir entraîné l'équipe réserve du Wattenscheid 09 de novembre 1995 à juin 1996 et le VfB Hüls d'octobre 1997 à juin 1998 , Neuhaus devient adjoint au Borussia Dortmund en juillet 1998 . Six années et un titre de champion d'Allemagne (2002) plus tard, il prend la tête de l'équipe réserve. Il y reste de 2004 à 2006 puis est nommé entraîneur du Rot-Weiss Essen en avril 2005. Il est limogé en novembre 2006.

### 2007-2014: Union Berlin
Uwe Neuhaus est entraîneur de l'Union Berlin du 1er juillet 2007 et le 30 juin 2014 . En 2009, il est champion de 3. Liga. 

### 2015-2018: Dynamo Dresde
Le 10 avril 2015, il est nommé entraîneur du Dynamo Dresde. Il est limogé le 22 août 2018. En 2016, il est à nouveau champion de D3.  

### 2018-2021: Arminia Bielefeld
Le 10 décembre 2018, Neuhaus est présenté comme le nouvel entraîneur d'Arminia Bielefeld , club évoluant alors en 2. Bundesliga. À l'issue de la saison 2019-2020, il remporte le championnat et permet au club d'être promu en première division. 
À la suite de mauvais résultats, il est licencié le 1er mars 2021.

## Palmarès

### En tant qu'entraîneur
| Union Berlin - Championnat d'Allemagne D3 (1) : - Champion : 2008-09. |  | Dynamo Dresde - Championnat d'Allemagne D3 (1) : - Champion : 2015-16. |  | Arminia Bielefeld - Championnat d'Allemagne D2 (1) : - Champion : 2019-20. |

| Borussia Dortmund - Championnat d'Allemagne (1) : - Champion : 2001-02. |  | - Championnat d'Allemagne D3 : - Entraîneur de l'année : 2015-16. |